# Grímhóll
Grímhóll är ett berg i republiken Island. Det ligger i regionen Västfjordarna, 190 km norr om huvudstaden Reykjavík. Toppen på Grímhóll är 410 meter över havet, eller 80 meter över den omgivande terrängen. Bredden vid basen är 2,0 km.
Trakten runt Grímhóll är nära nog obefolkad, med mindre än två invånare per kvadratkilometer. Det finns inga samhällen i närheten. Trakten runt Grímhóll består i huvudsak av gräsmarker.